# Ozonová vrstva

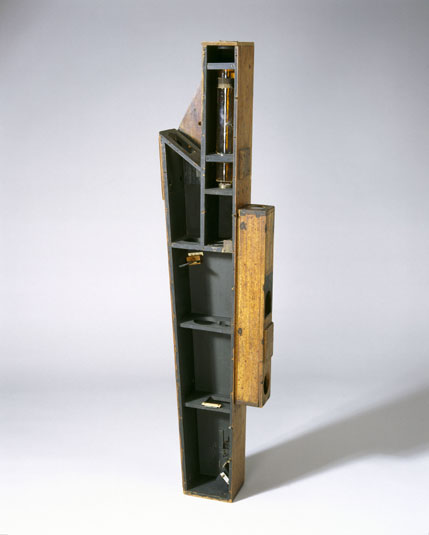
Sepktrograf s Féryho hranolem vytvořený roku 1924 v Boars Hill u Oxfordu, který je předchůdcem Dobsonova spektrometru

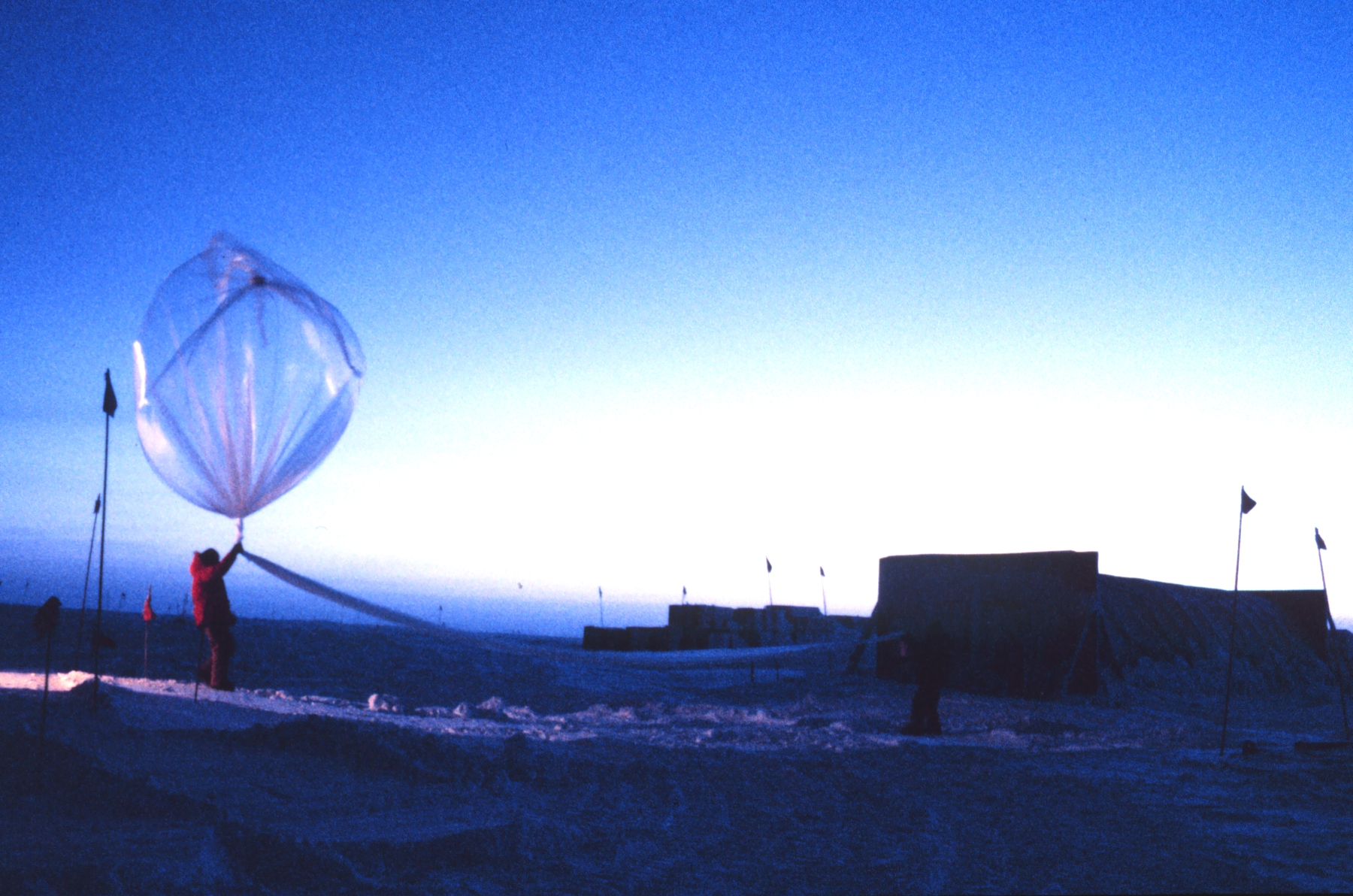
Vypouštění balónu se sondou k monitorování ozonové vrstvy

Ozonová vrstva je část stratosféry ve výšce 15 až 35 km nad zemským povrchem, v níž se nachází značně zvýšený poměr ozonu vůči běžnému dvouatomovému kyslíku. Hraje mimořádně významnou roli pro pozemský život, neboť chrání planetu před ultrafialovým zářením.
Zvýšený poměr ozonu znamená pouhých několik částic v milionu, což je mnohem více, než kolik je ozonu v přízemních vrstvách, ale stále velmi málo v porovnání s hlavními složkami atmosféry. Ozonovou vrstvu objevili roku 1913 francouzští fyzikové Charles Fabry a Henri Buisson a roku 1920 zjistili, že odpovídá tloušťce atmosféry 3 mm. Její vlastnosti podrobně prozkoumal britský meteorolog Gordon Dobson, který také vyvinul praktický spektrofotometr, kterým lze měřit stratosférický ozon z povrchu Země. Mezi roky 1928 a 1958 Dobson založil celosvětovou síť stanic monitorujících ozon, která funguje dodnes. Mírou množství ozonu ve sloupci nad povrchem je dobsonova jednotka, pojmenovaná právě po Dobsonovi. Tato jednotka je ekvivalentu 10 mikrometrů, tedy 1 D.J. = 10 mikrometrů vysoká vrstva ozónu. Neovlivněná ozónová vrstva se tedy nachází vždy v intervalu stovek (+220) dobsnových jednotek.
Například pozorování na stanici Belsk (okres Grójec) od počátku záznamů roku 1963 ukazují na pokles ozonové vrstvy v zimě. Měření na Mauna Loa nevykazují žádný trend.
Oblast ztenčení vrstvy ozónu, kde je ozónová vrstva výrazně oslabená, tedy hodnota ozónu vyskytující se pod 220 dobsonových jednotek, se označuje jako díra. Ozónová díra se v současné době nachází hlavně na pólech planety (majoritní výskyt je na jižním pólu).

## Funkce ozonosféry

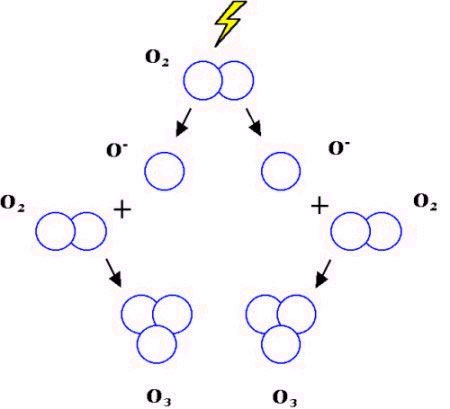
Schéma reakce vytvářející ozon. Sluneční záření štěpí O_{2} na dva kyslíkové radikály a ty pak reagují s dalšími molekulami O_{2} za vzniku ozonu.

### Vznik
K nárůstu obsahu ozonu dochází při střetu dvouatomových molekul kyslíku s fotony ultrafialového slunečního záření anebo po rozštěpení elektrickou energií z blesků. Takto dodaná energie rozštěpí molekulu kyslíku na dva radikály, které poté reagují s jinými dvouatomovými molekulami za vzniku tříatomových molekul ozonu.

### Význam pro život
Ozon absorbuje ultrafialové záření lépe než běžný kyslík, což má za následek oslabení přicházejícího UV záření na povrch.
Kdyby zmíněné UV paprsky prošly na zemský povrch bez ztráty energie v ozonové vrstvě, byly by mimořádně nebezpečné pro pozemské organizmy, protože vysoká energie fotonů vede ke vzniku různých typů rakovinných nádorů kůže a poškození zraku.
V geologické minulosti jód (patřící mezi halogeny) mohl destrukcí ozónové vrstvy bránit vstupu života na souš.

## Vliv člověka
V současnosti se řeší vliv lidské činnosti na stav ozonové vrstvy. Je prokázáno, že přítomnost organických halogenovaných sloučenin nebo samotných halogenů fluoru, chloru a bromu blokuje reakce vedoucí ke vzniku ozonu, protože halogenové atomy přednostně reagují s atomárním kyslíkem i s molekulami ozonu.
Monitorováním obsahu ozonu z družic bylo zjištěno, že především v oblasti zemských pólů docházelo postupně od 70. let 20. století k značnému poklesu obsahu ozonu. Zároveň byl zaznamenán nárůst případů rakoviny kůže a zrakových onemocnění v oblasti blízkých především jižnímu pólu (Nový Zéland, Patagonie).
Světové společenství se na základě těchto pozorování rozhodlo pro radikální omezení používání těkavých organických chemikálií s obsahem halogenů, především freonů, sloučenin s vysokým obsahem fluoru a chloru v organické molekule (tzv. Montrealský protokol). Freony se používaly především jako inertní tlaková náplň sprejů a chladicí médium v chladničkách a klimatizačních jednotkách. Podle posledních měření[kdy?] se zastavil nárůst koncentrace těchto chemikálií ve stratosféře.
Vzhledem ke zpoždění, které vývoj stavu ozonu vykazuje, teprve následující desetiletí ukážou, zda se redukcí používání freonů podařilo zastavit oslabování síly ozonové vrstvy.